# Roxie Hart (filme)
Roxie Hart (bra Pernas Provocantes) é um filme de comédia estadunidense de 1942 dirigido por William A. Wellman, e estrelado por Ginger Rogers, Adolphe Menjou e George Montgomery. Trata-se de uma adaptação cinematográfica da peça Chicago de 1926 de Maurine Dallas Watkins.
A peça já havia sido adaptada uma vez antes, em um filme mudo de 1927 pela DeMille Pictures. Foi dirigido por Frank Urson e estrelado por Phyllis Haver e Victor Varconi. Em 3 de junho de 1975, o musical Chicago, dirigido e coreografado por Bob Fosse, estreou na Broadway com Gwen Verdon, Chita Rivera e Jerry Orbach nos papéis principais. Em 2002, a Miramax lançou um filme baseado no musical, também intitulado Chicago, que foi dirigido por Rob Marshall e estrelado por Renée Zellweger, Catherine Zeta-Jones e Richard Gere.

## Enredo
Os jornalistas Homer Howard e Stuart Chapman, relembram o infame julgamento de assassinato da dançarina Roxie Hart em 1927.

## Elenco
- Ginger Rogers ...Roxanne "Roxie" Hart
- Adolphe Menjou ...William "Billy" Flynn
- George Montgomery ...Homer Howard
- Lynne Overman ...Jake Callahan
- Nigel Bruce ...E. Clay Benham
- Phil Silvers ...Babe
- Sara Allgood ...Sra. Morton
- William Frawley ...O'Malley
- Spring Byington ...Mary Sunshine
- Ted North ...Stuart Chapman
- Helene Reynolds ...Velma Wall
- George Chandler ...Amos Hart
- Charles D. Brown ...Charles E. Murdock
- Morris Ankrum ...Martin S. Harrison
- George Lessey ...Juiz Cannon
- Iris Adrian ...'Two-Gun' Gertie Baxter
- Milton Parsons ...locutor
- Frank Darien ...Michael Finnegan (sem créditos)

## Produção
Inicialmente, Alice Faye iria estrelar o filme, mas sua gravidez fez com que ela deixasse o projeto. Ginger Rogers foi então emprestada pela RKO Pictures para fazer o filme.

## Recepção
Tom Wiener, do allmovie, escreveu que "o diretor William Wellman mantém as coisas funcionando, embora ainda haja alguns deslizes, e o final, forçado pelo Código Hays, seja uma piada de mau gosto".